# Raffish
Raffish is een Nederlandse meidengroep die bestond van december 2004 tot februari 2006. Ze brachten een album en drie singles uit. Omdat de leden van de groep daarna aan hun solocarrière werkten is er geen tweede album van de groep uitgekomen. Op 13 mei 2025 werd bevestigd dat de groep terugkomt.

## Ontstaan
Esri Dijkstra (5 maart 1988), Eva Simons (27 april 1984), Lianne van Groen (17 maart 1985), Nora Dalal (1 januari 1981) en Sharon Doorson (24 april 1987) deden in de zomer van 2004 auditie voor het programma Popstars: The Rivals. Esri, Eva, Lianne, Nora en Sharon werden de 5 uitgekozen meisjes om deel uit te maken van Raffish.
Raffish moest strijden tegen boyband Men2B. Men2B won het programma, omdat hun single Bigger Than That hoger in de Single Top 100 binnenkwam dan de single Plaything van Raffish.
Eén week later kwam Plaything alsnog op de eerste plaats en bleef zelfs langer genoteerd.
De meiden waren daarnaast ook bezig met hun debuutalbum. Ze hadden allemaal twee eigen singles waarbij ze de coupletten zingen. Daarnaast zijn er twee gezamenlijke singles. Toen het album is uitgebracht gaan de meiden hun tweede single promoten. Deze single kwam niet helemaal van de grond en werd ook geen hit.
Nadat het een tijdje rustig is geweest rondom Raffish kwamen ze terug met een nieuwe single Let Go. Ook deze is afkomstig van hun debuutalbum. Speciaal voor deze gelegenheid heeft DJ Chuckie er met producer Patrick Arvai een remix van gemaakt en zongen ze Let Go samen met Gio, in de hoop een hogere genoteerde single te krijgen dan hun vorige single. Ook werden de meiden genomineerd voor een TMF-Award voor Beste Popgroep (binnenland).
Eva Simons verliet in de zomer van 2005 Raffish om zich op een solocarrière te storten. Op 12 oktober trad zij in het voorprogramma op van The Backstreet Boys in Ahoy te Rotterdam voor de laatste keer met de complete groep.
De overige vier leden begonnen aan de opnamen van het tweede album, maar de vier werden het niet eens over de sound van het nieuwe album.
Op 21 februari 2006 werd bekend dat de vier solo verdergaan. In 2006 bracht de Amerikaanse zangeres en model Vanessa Hudgens het nummer Let Go van Raffish opnieuw uit.
Tijdens The voice of Holland Real Life vertelde Doorson in 2011 dat naast Simons ook Dalal de handdoek in de ring wilde gooien en dat dat de echte reden van de break-up is.
Op 13 mei 2025 werd bevestigd dat de groep terugkomt in haar originele bezetting.

## Discografie

### Albums
| Album met eventuele hitnotering(en) in de Nederlandse Album Top 100 | Datum van verschijnen | Datum van binnenkomst | Hoogste positie | Aantal weken | Opmerkingen |
| ------------------------------------------------------------------- | --------------------- | --------------------- | --------------- | ------------ | ----------- |
| How Raffish are you?                                                | 21-01-2005            | 29-01-2005            | 14              | 10           |             |

### Singles
| Single met eventuele hitnotering(en) in de Nederlandse Top 40 | Datum van verschijnen | Datum van binnenkomst | Hoogste positie | Aantal weken | Opmerkingen                           |
| ------------------------------------------------------------- | --------------------- | --------------------- | --------------- | ------------ | ------------------------------------- |
| Plaything                                                     | 17-12-2004            | 25-12-2004            | 1(1wk)          | 10           |                                       |
| Als je iets kan doen                                          | 06-01-2005            | 15-01-2005            | 1(4wk)          | 9            | als Artiesten voor Azië / Alarmschijf |
| Thursday's Child                                              | 11-03-2005            | 02-04-2005            | 38              | 2            |                                       |
| Let Go                                                        | 28-07-2005            | 20-08-2005            | 38              | 2            | met Gio / DJ Chuckie remix            |